# 倉永辰治
倉永 辰治（くらなが ときはる、1888年（明治21年）7月13日 - 1937年（昭和12年）8月29日）は、大正・昭和初期の軍人。佐賀郡東与賀町（現佐賀市東与賀町）出身。最終階級は陸軍少将（戦死特進）。

## 経歴
1888年、東与賀村立野で、元佐賀藩士の袋武辰の次男として生まれる。兄は戦後酪農の振興や旧佐賀競馬場の開設に尽力した袋正美。与賀高等小学校から佐賀中学校、さらに陸軍士官学校（陸士23期）、陸軍大学校（陸大34期）に進んだ。なお陸軍中尉時代に父の実家である藩の元馬術指南倉永勝太郎の跡を継いで倉永姓となっている。
陸大卒業後、第59連隊中隊長、第20師団、第11師団参謀、陸軍歩兵学校教官を経て、1935年（昭和10年）歩兵大佐に昇任。翌年歩兵第6連隊隊長となった。1937年第2次上海事変で呉淞上陸作戦の前線指揮を執る。機銃陣地やトーチカ構築で火力の優勢な中国軍に対して正面から敵前上陸を挑む無謀な作戦で、上陸に成功し橋頭堡を築くも大損害を出し、本人も8月29日敵弾の胸部貫通により戦死した。本事変での高級指揮官として最初の戦死者となっている。享年50。6連隊はこの戦闘で殆ど全滅といっていい損害を出しており、愛知県南知多の中之院に戦没者の写真を基に建立した軍人像が建っている。また倉永本人の胸像も歩兵第101連隊の加納治雄大佐等と共に戦没勇士の胸像の一つとして遊就館に献納されている。
死後少将に特進。功三級金鵄勲章を受章している。墓所は佐賀藩菩提寺であった麻布の賢崇寺にあり、陸軍大将松井石根の文字が刻まれている。